# Nick Walsh
Nicholas ("Nick") Walsh (Glasgow, 30 november 1990) is een Schots voetbalscheidsrechter. Hij is in dienst van FIFA en UEFA sinds 2018. Ook leidt hij sinds 2016 wedstrijden in het Scottish Premiership.
Op 9 april 2016 leidde Walsh zijn eerste wedstrijd in de Schotse nationale competitie. Tijdens het duel tussen Ross County en Partick Thistle (1–0 voor de thuisclub) trok de leidsman viermaal de gele kaart. In Europees verband debuteerde hij op 12 juli 2018 tijdens een wedstrijd tussen ÍB Vestmannaeyja en Sarpsborg 08 in de eerste voorronde van de UEFA Europa League; het eindigde in 0–4 en Walsh trok vijfmaal een gele kaart. Zijn eerste interland floot hij op 26 maart 2019, toen Gibraltar met 0–1 verloor van Estland door een doelpunt van Konstantin Vassiljev. Tijdens deze wedstrijd toonde Walsh twee gele kaarten.

## Interlands
| Datum            | Plaats                    | Wedstrijd                       | Uitslag | Competitie             | Kreeg geel | Kreeg voor de tweede keer geel en dus rood | Weggestuurd |
| ---------------- | ------------------------- | ------------------------------- | ------- | ---------------------- | ---------- | ------------------------------------------ | ----------- |
| 26 maart 2019    | Gibraltar                 | Gibraltar – Estland             | 0 – 1   | Vriendschappelijk      | 2          | 0                                          | 0           |
| 12 november 2020 | Swansea, Wales            | Wales – Verenigde Staten        | 0 – 0   | Vriendschappelijk      | 3          | 0                                          | 0           |
| 28 maart 2021    | Serravalle, San Marino    | San Marino – Hongarije          | 0 – 3   | WK 2022 kwalificatie   | 6          | 0                                          | 0           |
| 26 maart 2022    | Dublin, Ierland           | Ierland – België                | 2 – 2   | Vriendschappelijk      | 0          | 0                                          | 0           |
| 4 juni 2022      | Helsinki, Finland         | Finland – Bosnië en Herzegovina | 1 – 1   | Nations League 2022/23 | 6          | 0                                          | 0           |
| 24 maart 2023    | Chișinău, Moldavië        | Moldavië – Faeröer              | 1 – 1   | EK 2024 kwalificatie   | 6          | 0                                          | 0           |
| 12 oktober 2023  | Andorra la Vella, Andorra | Andorra – Kosovo                | 0 – 3   | EK 2024 kwalificatie   | 6          | 0                                          | 0           |
| 15 oktober 2024  | Kaunas, Litouwen          | Litouwen – Roemenië             | 1 – 2   | Nations League 2024/25 | 5          | 0                                          | 0           |

Laatst bijgewerkt op 18 oktober 2024.